# De grote vissen eten de kleine (tekening)
De grote vissen eten de kleine is een pentekening van de Zuid-Nederlandse schilder Pieter Bruegel de Oude, die zich in het Albertina in Wenen bevindt.

## Voorstelling
Het stelt een oude man voor die een klein jongetje wijst op een enorme vis met in zijn bek en in zijn maag een grote hoeveelheid kleinere vissen, die op hun beurt weer nog kleinere vissen in hun bek hebben. De tekening diende als model voor een gravure van Pieter van der Heyden. Deze gravure is getiteld de Verdruckinghe der armen met als ondertitel De rijcke lieden verdrucken u door gewelt. Deze titel is ontleend aan het evangelie naar Jacobus en vermaant de rijken de armen niet uit te buiten.

## Toeschrijving

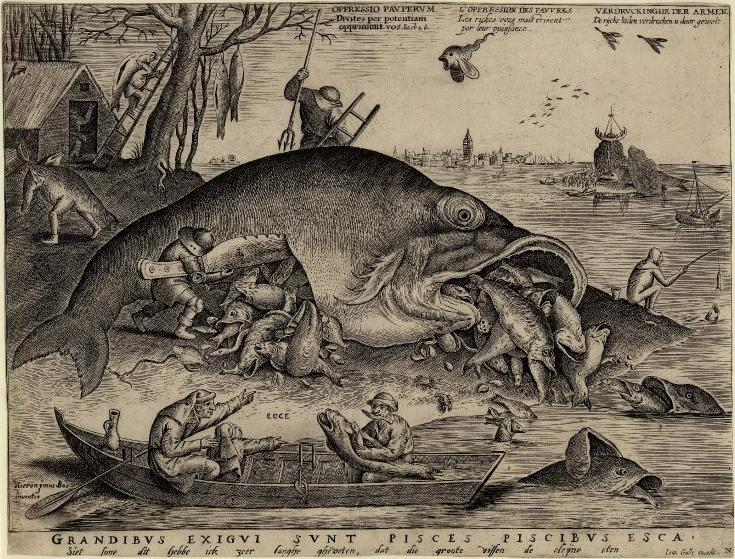
Pieter van der Heyden naar Pieter Bruegel (I). De grote vissen eten de kleine. 1556-1572. Gravure. Londen, British Museum.

De tekening is rechtsonder gesigneerd ‘1556 // breughel’. Op de gravure naar deze tekening staat echter dat Jheronimus Bosch de ontwerper was. Dit heeft waarschijnlijk de uitgever van de prent laten doen, omdat Bosch destijds veel bekender was dan Bruegel en hij de gravure zo dus beter kon verkopen. Dat de tekening teruggaat op een verloren gegaan werk van Bosch wordt echter niet uitgesloten. De uitvergrote voorwerpen, zoals het mes waar de vis mee opengesneden wordt en de vervreemdende elementen, zoals de vliegende vis zijn direct aan Bosch ontleend.
Landschap met de parabel van de zaaier (1557) · Wie een varken is, moet in het kot (1557) · Twaalf spreekwoorden (1558) · De spreekwoorden (1559) ·  De strijd tussen Vasten en Vastenavond (1559) · De kinderspelen (1560) · De zelfmoord van Saul (1562) · Twee aapjes (1562) · De val der opstandige engelen (1562) · De triomf van de dood (ca. 1562) · Dulle Griet (1563) · De vlucht naar Egypte (1563) · Gezicht op de baai van Napels (ca. 1563) · De bouw van de toren van Babel (1563) · De aanbidding door de wijzen in de sneeuw (1563) · De kruisdraging (1564) · De aanbidding door de wijzen (1564) · De ontslaping van Maria (ca. 1564) · Christus en de overspelige vrouw (1565) · De hooitijd (juni/juli) (1565) · De oogst (augustus/september) (1565) · De terugkeer van de kudde (oktober/november) (1565)  · Jagers in de sneeuw (december/januari) (1565) · De sombere dag (februari/maart) (1565) · Winterlandschap met schaatsers en vogelknip (1565) · De kindermoord te Bethlehem (ca. 1566) · De boerenbruiloftsdans (1566) · De volkstelling te Bethlehem (1566) · De prediking van Johannes de Doper (1566) · De Sint-Maartenswijn (1566-67) · Het Land van Kokanje (Luilekkerland) (1567) · De bekering van Paulus (1567) · Het bruiloftsmaal (ca. 1567) · De dorpskermis (ca. 1567) · De toren van Babel (ca. 1568?) · Drie soldaten (1568) · De nestrover (1568) · De misantroop (1568) · De parabel van de blinden (1568) · Hoofd van een boerin (ca. 1568) · De kreupele bedelaars (1568) · De ekster op de galg (1568)
Landschap met de verschijning van Christus aan het meer van Tiberias (1553) · De aanbidding door de wijzen (ca. 1556) · De val van Icarus (ca. 1565)
De grote vissen eten de kleine · Zeeslag in de Straat van Messina